# 刘会海
刘会海 (1964年—)是一位中国水文地质学家和石油工程专家。

## 生平
1983年学士毕业于北京农业大学，1986年硕士毕业于华中理工大学，1995年博士毕业于奥本大学。1995年至1997年担任克莱门森大学助理教授，1997年前往劳伦斯伯克利国家实验室担任研究员。2009年至2012年担任其水文地质系主任 。2014 年起任阿美石油公司休斯顿研究中心高级咨询专家和伯克利实验室客座研究员。他的标志性学术成果包括双组分虎克模型 (Two-Part Hooke’s Model [TPHM])，推广的Darcy-Buckingham 定律，及其在有国际重大影响的工程项目中的应用(包括Yucca Mountain Project)。他是在基础理论，工程应用，及技术发明都有杰出贡献的学者之一。

## 荣誉
他曾获美国地质学会，石油工程师学会，美国土壤学会和伯克利国家实验室的多项研究及成就奖。

## 著作
其代表作之一是Springer 出版的的英文专著：”Fluid Flow in the Subsurface: History, Generalizations and Applications of Physical Laws”。